# 統一金融機関コード
統一金融機関コード（とういつきんゆうきかんコード）とは、全国銀行協会内の金融機関共同コード管理委員会が制定する、金融機関に付与された4桁のコードである。金融機関コード、銀行コード、全銀協コードとも呼ばれる。全国銀行データ通信システムなどでの通信や、顧客会社が依頼する振込や口座振替のデータ作成に用いられる。

## 対象となる金融機関

### 原則として付与を受ける業態
（注：以下の番号帯は新たに発足する金融機関用に空けられている番号も含むため、全ての番号が使用されているわけではない）
- 日本銀行（0000）
- 都市銀行（0001 - 0032）
- 新たな形態の銀行（0033 - 0049）
- 銀行協会（0051 - 0089、9980）
- 各金融機関接続ネットワーク（0090、0100、9999）
- 承継銀行およびその法人格を継承した銀行（0097 - 0098）
- 地方銀行（0116 - 0199）
- 信託銀行（0287 - 0395）
- かつての長期信用銀行（0396 - 0399）
- SBJ銀行（0472）(外国銀行の日本現地法人)
- 第二地方銀行（0501 - 0599）
- 信金中央金庫（1000）
- 信用金庫（1001 - 1999）
- 商工組合中央金庫（2004）
- 全国信用協同組合連合会（2010）
- 信用組合（2011 - 2949）
- 整理回収機構（2213。安全信用組合→東京共同銀行→整理回収銀行と引き継がれた）
- 労働金庫連合会（2950）
- 労働金庫（2951 - 2999）
- 農林中央金庫（3000）
- 信用農業協同組合連合会（3001 - 3049）
- 信用事業を営む農業協同組合（3050 - 9449）
- 信用漁業協同組合連合会または信用事業を営む県域漁業協同組合（9450 - 9496）
  - 信用事業を営む漁業協同組合（県域漁協を除く）は、上記信漁連の支店・支所として登録される。
- 全国共済農業協同組合連合会（9497）
- 短資会社（9500 - 9509）
- 証券金融会社（9510 - 9519）
- 銀行系クレジットカード会社（9610 - 9689、0700 - 0799）
- 住宅金融専門会社（9690 - 9700）
- 生命保険会社（9820 - 9849）
- 損害保険会社（9850 - 9899）
- ゆうちょ銀行（9900）
- 政府関係金融機関（9930 - 9949）

### 希望により付与を受ける業態
- 証券会社（9520 - 9609、0640 - 0699、0800 - 0999）
- 外国銀行（0401 - 0471、0473 - 0499、0600 - 0639）